# Indústria de la boda
La indústria de la boda és el conjunt de negocis que s'especialitzen en productes i serveis utilitzats a la cerimònia del casament. Aquests negocis són: fotografia, salons, roba, regals, maquillatge i altres. Una dels productes d'aquesta indústria són les revistes nupcials, les quals tenen la funció d'animar a cometre actes de consum romàntic.
La sociòloga Sharon Boden deconstruí la identitat de la persona consumidora anomenada la "supernúvia" mostrant com es basa en una estratègia de màrqueting que consisteix en la manipulació per part de les empreses (tant dels mitjans de comunicació com d'altres) per formar una imatge que respon a un autoengany que soles persegueixen el plaer en la cerimònia i no amb el temps per passar estant casats.
La indústria del casament als Estats Units d'Amèrica tenia el valor de 55 milions de milions de dòlars americans el 2015. Allí, és una indústria robusta.
L'efecte de la legalització del matrimoni entre homosexuals es creu beneficiosa en termes econòmics d'aquest negoci.
A Corea del Sud aparegué a finals de la dècada del 1980 aquesta indústria a causa del creixement econòmic alhora que la celebració dels Jocs Olímpics d'Estiu de 1988 arribant a celebrar-se uns 350.000 casaments l'any 1999. Des d'aleshores fins al 2008 hi hagué un decreixement estable que es quedà en una mitja de 300.000 el 2008. A aquests negocis s'han incorporat grans empreses a més d'unes noves portant que cap al 2008 la competència es tornara molt alta suposant l'aparició de la professió del planificador de bodes. Totes aquestes empreses tenien la característica de no disposar d'una base de dades sobre el sector i tampoc disposaven d'anàlisis de mercat, de manera que les empreses tenien grans dificultats per a dirigir els seus esforços. Kyeong-Seob Shin publicà el 2008 una base de dades pretenent remeiar-ho.